# Danzell Gravenberch
Danzell Gravenberch (Amsterdam, 13 februari 1994) is een Nederlands-Surinaamse voetballer die bij voorkeur als spits speelt. Eerder speelde hij als middenvelder. Gravenberch verruilde in juli 2024 Telstar voor FC Den Bosch. Hij is de oudere broer van Ryan Gravenberch.

## Clubcarrière

### AFC Ajax
Gravenberch begon te voetballen bij de amateurs van KSJB in de Bijlmer. Vervolgens speelde hij bij AVV Zeeburgia. Vanaf 2002 doorliep hij de jeugdopleiding van de Amsterdamse club. Gravenberch begon als spits bij Ajax. Met de A1 werd hij in 2012 landskampioen en werd de finale van de The NextGen Series bereikt. Op 7 juni 2012 werd bekendgemaakt door Ajax dat Gravenberch een contract heeft getekend tot en met 30 juni 2015.
Tijdens de voorbereiding van het seizoen 2012/13 maakte de destijds achttienjarige jarige Gravenberch een metamorfose door. Gravenberch was geen spits meer, maar werd als centrale verdediger gebruikt in de A1 van Ajax waar Fred Grim trainer was.
Op 9 augustus 2013 maakte Gravenberch zijn debuut in het betaald voetbal in de tweede wedstrijd van Jong Ajax in de Jupiler League uit bij FC Oss. Gravenberch ontsnapte in de eerste helft aan een rode kaart en werd na rust vervangen door Sven Nieuwpoort. Gravenberch scoorde op 21 december 2013 zijn eerste officiële doelpunt in het betaald voetbal in de Jupiler League thuiswedstrijd tegen MVV Maastricht zorgde hij in de achtenvijftigste minuut voor de 3-0, een minuut later scoorde Gravenberch vervolgens een eigen doelpunt.

### Verhuur aan N.E.C.
Op 17 januari 2014 werd bekendgemaakt dat Danzell Gravenberch voor de rest van het seizoen 2013/14 verhuurd zou worden aan toenmalig Eredivisionist N.E.C.. Gravenberch maakte op 8 februari 2014 zijn officiële debuut voor N.E.C. in de Eredivisie uitwedstrijd bij Feyenoord, Gravenberch verving Marnick Vermijl na de rust. Gravenberch degradeerde met NEC uit de Eredivisie door over twee duels in de nacompetitie te verliezen van Sparta Rotterdam. NEC ging, mede door de degradatie, niet verder met Gravenberch, waardoor hij terugkeerde naar Ajax.

### FC Universitatea Cluj
Op 8 september 2014 werd bekendgemaakt dat Ajax overeenstemming had bereikt met FC Universitatea Cluj over de directe overgang van Gravenberch. Op 14 september 2014 maakte Gravenberch zijn debuut voor U Cluj in een Liga 1-wedstrijd uit tegen Rapid Boekarest, die met 2-1 werd verloren. Gravenberch speelde de hele wedstrijd. Gravenberch scoorde op 25 oktober 2014 zijn eerste officiële doelpunt voor U Cluj, in de competitie thuis tegen FC Viitorul Constanța. Daarmee eindigde de wedstrijd in 2-2.

### FC Dordrecht
Op 24 juni 2015 tekende Gravenberch een contract voor een seizoen met een optie voor nog een seizoen bij FC Dordrecht dat net gedegradeerd was uit de Eredivisie. Hij maakte zijn officiële debuut voor Dordrecht op 7 augustus 2015, tijdens de eerste speelronde van de Eerste divisie. Op die dag werd er thuis met 3-1 van FC Eindhoven gewonnen. Gravenberch speelde de hele wedstrijd. Dordrecht lichtte optie in zijn contract voor nog een seizoen. Gravenberch was tijdens zijn eerste seizoen bij Dordrecht een vaste waarde en kwam achtentwintig wedstrijden in actie.

### Reading en Roeselare
Nadat Gravenberch in maart 2016 met toestemming van Dordrecht stage liep bij Reading, tekende hij hier in mei een contract tot medio 2019. Hij kwam hier te spelen onder landgenoot Jaap Stam, die in juni door de club werd aangesteld als hoofdcoach. Daarnaast werd hij ploeggenoot van onder anderen landgenoten Joey van den Berg en Roy Beerens, die ook in juni tekenden bij Reading. Zowel in het seizoen 2017/18 als het seizoen 2018/19 werd hij verhuurd aan KSV Roeselare.

### TOP Oss, FC Dordrecht en Sparta Rotterdam
Per september 2019 sloot Gravenberch aan bij TOP Oss. Na een ongelukkige eerste seizoenshelft, waarin hij niet wist te scoren vertrok hij alweer. Gravenberch speelde het vervolg van het seizoen opnieuw bij FC Dordrecht. Medio 2020 haalde Sparta Rotterdam Gravenberch op bij FC Dordrecht. Gravenberch speelde bij de Rotterdammers amper wedstrijden in de basis.

### De Graafschap en Karmiotissa
Medio 2021 had Gravenberch zich aangesloten bij de selectie van De Graafschap. In januari 2023 ging hij naar het Cypriotische Karmiotissa FC.

### FC Den Bosch
Na enkele weken op proef te zijn geweest tekende Gravennberch op 31 juli 2024 een contract voor één seizoen, met een cluboptie voor nog een jaar, bij FC Den Bosch. Hij maakte zijn debuut als invaller. In de met 2-0 verloren uitwedstrijd tegen FC Eindhoven kwam Gravenberch in de vijfenvijftigste minuut in het veld voor Rein van Hedel. Een week later, op 16 augustus 2024, startte hij in de basis en maakte in de zestiende minuut het openingsdoelpunt in het met 6-0 gewonnen thuisduel met Jong AZ. Op de tiende speeldag evenaarde Gravenberch al zijn doelpuntenrecord per seizoen. Hij schoot op 18 oktober 2024 zijn vierde treffer van het seizoen binnen. De aanvaller moest vervolgens twintig speeldagen wachten op zijn volgende treffer. Op 10 maart 2025, in de met 3-1 verloren uitwedstrijd tegen Excelsior Rotterdam maakt hij op aangeven van Byron Burgering in de eenenveertigste minuut de gelijkmaker. Zijn vijfde treffer van het seizoen, een record voor de Surinamer. Ondanks dit record lichtte FC Den Bosch de optie in zijn contract niet.

## Carrièrestatistieken
| Seizoen | Club               | Competitie      | Competitie | Competitie | Beker | Beker | Overig | Overig | Totaal | Totaal |
| Seizoen | Club               | Competitie      | Wed.       | Dlp.       | Wed.  | Dlp.  | Wed.   | Dlp.   | Wed.   | Dlp.   |
| ------- | ------------------ | --------------- | ---------- | ---------- | ----- | ----- | ------ | ------ | ------ | ------ |
| 2013/14 | Jong Ajax          | Eerste Divisie  | 13         | 1          | 0     | 0     | 0      | 0      | 13     | 1      |
| 2013/14 | → N.E.C.           | Eredivisie      | 6          | 0          | 1     | 0     | 2      | 0      | 9      | 0      |
| 2014/15 | Jong Ajax          | Eerste Divisie  | 2          | 0          | 0     | 0     | 0      | 0      | 2      | 0      |
| 2014/15 | Universitatea Cluj | Liga 1          | 17         | 1          | 5     | 0     | 0      | 0      | 22     | 1      |
| 2015/16 | FC Dordrecht       | Eerste Divisie  | 28         | 0          | 0     | 0     | 0      | 0      | 28     | 0      |
| 2016/17 | Reading            | Championship    | 2          | 0          | 3     | 0     | 0      | 0      | 5      | 0      |
| 2017/18 | → KSV Roeselare    | Eerste klasse B | 6          | 0          | 1     | 0     | 0      | 0      | 7      | 0      |
| 2018/19 | → KSV Roeselare    | Eerste klasse B | 23         | 0          | 0     | 0     | 0      | 0      | 23     | 0      |
| 2019/20 | TOP Oss            | Eerste Divisie  | 9          | 0          | 2     | 0     | 0      | 0      | 11     | 0      |
| 2019/20 | FC Dordrecht       | Eerste Divisie  | 8          | 2          | 0     | 0     | 0      | 0      | 8      | 2      |
| 2020/21 | Sparta Rotterdam   | Eredivisie      | 20         | 4          | 1     | 1     | 0      | 0      | 21     | 5      |
| 2021/22 | De Graafschap      | Eerste Divisie  | 24         | 4          | 0     | 0     | 2      | 1      | 26     | 5      |
| 2022/23 | De Graafschap      | Eerste Divisie  | 19         | 4          | 2     | 1     | 0      | 0      | 21     | 5      |
| 2022/23 | Karmiotissa        | A Divizion      | 17         | 1          | 0     | 0     | 0      | 0      | 17     | 1      |
| 2023/24 | Karmiotissa        | A Divizion      | 1          | 0          | 0     | 0     | 0      | 0      | 1      | 0      |
| 2023/24 | Telstar            | Eerste Divisie  | 18         | 2          | 1     | 0     | 0      | 0      | 19     | 2      |
| 2024/25 | FC Den Bosch       | Eerste Divisie  | 36         | 6          | 1     | 0     | 1      | 0      | 38     | 6      |
| Totaal  | Totaal             | Totaal          | 249        | 25         | 17    | 2     | 5      | 1      | 271    | 28     |

Bijgewerkt t/m 13 mei 2025.

## Interlandcarrière

### Jeugelftallen
Als jeugdinternational werd Gravenberch door bondscoach Albert Stuivenberg geselecteerd voor de selectie van het team onder 17 jaar voor het EK 2011 gehouden in Servië. Gravenberch speelde mee in vier wedstrijden waaronder de finale die met 5-2 werd gewonnen van Duitsland onder 17. Ook werd Gravenberch geselecteerd voor het WK 2011 gehouden in Mexico. In de tweede groepswedstrijd tegen Zuid-Korea scoorde Gravenberch zijn eerste doelpunt voor Nederland onder 17. Gravenberch kwam alle drie de groepswedstrijden in actie waarvan er één werd gewonnen, één gelijk gespeeld en één werd verloren. Dat was niet voldoende was om uitschakeling te voorkomen.
Ook met het elftal onder 19 jaar werd hij geselecteerd voor een jeugd-EK. Ditmaal werd hij door bondscoach Wim van Zwam geselecteerd voor de selectie voor het EK 2013 gehouden in Litouwen. Gravenberch kwam in alle drie de groepsduels in actie, waarvan er één werd gewonnen en twee verloren waardoor Nederland was uitgeschakeld. Daarnaast kwam hij ook nog in actie voor Nederland onder 16 en 18 jaar. Hier voor speelde hij louter vriendschappelijke wedstrijden.
| Jeugdinterlands van Danzell Gravenberch | Jeugdinterlands van Danzell Gravenberch | Jeugdinterlands van Danzell Gravenberch | Jeugdinterlands van Danzell Gravenberch | Jeugdinterlands van Danzell Gravenberch | Jeugdinterlands van Danzell Gravenberch |
| Team (№ interlands)                     | Datum                                   | Wedstrijd                               | Uitslag                                 | Soort Wedstrijd                         | Doelpunten                              |
| Als speler bij Ajax                     | Als speler bij Ajax                     | Als speler bij Ajax                     | Als speler bij Ajax                     | Als speler bij Ajax                     | Als speler bij Ajax                     |
| --------------------------------------- | --------------------------------------- | --------------------------------------- | --------------------------------------- | --------------------------------------- | --------------------------------------- |
| Onder 16 (1.)                           | 6 februari 2010                         | Italië - Nederland                      | 1 – 3                                   | Albufeira 4 nations tourn. '10          |                                         |
| Onder 16 (2.)                           | 8 februari 2010                         | Nederland - Ierland                     | 3 – 1                                   | Albufeira 4 nations tourn. '10          |                                         |
| Onder 17 (1.)                           | 17 september 2010                       | Nederland - Italië                      | 0 – 0                                   | Ursapharm-Vier-Nationen-Turnier         |                                         |
| Onder 17 (2.)                           | 20 september 2010                       | Israël - Nederland                      | 0 – 5                                   | Ursapharm-Vier-Nationen-Turnier         |                                         |
| Onder 17 (3.)                           | 3 mei 2011                              | Duitsland - Nederland                   | 0 – 2                                   | EK 2011 Servië groepsfase               |                                         |
| Onder 17 (4.)                           | 9 mei 2011                              | Nederland - Tsjechië                    | 0 – 0                                   | EK 2011 Servië groepsfase               |                                         |
| Onder 17 (5.)                           | 12 mei 2011                             | Nederland - Engeland                    | 1 – 0                                   | EK 2011 Servië halve finale             |                                         |
| Onder 17 (6.)                           | 15 mei 2011                             | Duitsland - Nederland                   | 2 – 5                                   | EK 2011 Servië finale                   |                                         |
| Onder 17 (7.)                           | 18 juni 2011                            | Congo-Kinshasa - Nederland              | 1 – 0                                   | WK 2011 Mexico groepsfase               |                                         |
| Onder 17 (8.)                           | 21 juni 2011                            | Zuid-Korea - Nederland                  | 1 – 1                                   | WK 2011 Mexico groepsfase               | 75'                                     |
| Onder 17 (9.)                           | 24 juni 2011                            | Mexico - Nederland                      | 3 – 2                                   | WK 2011 Mexico groepsfase               |                                         |
| Onder 18 (1.)                           | 11 november 2011                        | Nederland - Roemenië                    | 1 – 1                                   | Vriendschappelijk                       | 0                                       |
| Onder 18 (2.)                           | 29 februari 2012                        | Duitsland - Nederland                   | 1 – 0                                   | Vriendschappelijk                       | 0                                       |
| Onder 19 (1.)                           | 10 september 2012                       | Schotland - Nederland                   | 1 – 2                                   | Vriendschappelijk                       | 0                                       |
| Onder 19 (2.)                           | 11 oktober 2012                         | San Marino - Nederland                  | 0 – 4                                   | EK-kwalificatie Litouwen '13            | 0                                       |
| Onder 19 (3.)                           | 20 juli 2013                            | Litouwen - Nederland                    | 2 – 3                                   | EK Litouwen 2013 groepsfase             | 0                                       |
| Onder 19 (4.)                           | 23 juli 2013                            | Nederland - Portugal                    | 1 – 3                                   | EK Litouwen 2013 groepsfase             | 0                                       |
| Onder 19 (5.)                           | 26 juli 2013                            | Nederland - Spanje                      | 2 – 3                                   | EK Litouwen 2013 groepsfase             | 0                                       |

### Suriname
Op 20 mei 2015 speelde Gravenberch voor Suriname mee in een officieuze interland tegen Curaçao. In maart 2023 maakte hij zijn officiële debuut voor het Surinaams elftal.

## Erelijst
Met  FC Universitatea Cluj
| Competitie    | Winnaar | Winnaar | Runner-up | Runner-up |
| Competitie    | Aantal  | Jaren   | Aantal    | Jaren     |
| ------------- | ------- | ------- | --------- | --------- |
| Nationaal     |         |         |           |           |
| Cupa României |         |         | 1×        | 2015      |

Met  Nederlands elftal onder 17
| Europa                 |    |      |
| Europees kampioenschap | 1× | 2011 |